# Aldea de San Miguel (kommunhuvudort)
Aldea de San Miguel är en kommunhuvudort i Spanien.   Den ligger i provinsen Provincia de Valladolid och regionen Kastilien och Leon, i den centrala delen av landet, 140 km nordväst om huvudstaden Madrid. Aldea de San Miguel ligger 742 meter över havet och antalet invånare är 212.
Terrängen runt Aldea de San Miguel är huvudsakligen platt, men åt sydost är den kuperad. Runt Aldea de San Miguel är det ganska glesbefolkat, med 30 invånare per kvadratkilometer. Närmaste större samhälle är Laguna de Duero, 16,1 km nordväst om Aldea de San Miguel. Omgivningarna runt Aldea de San Miguel är i huvudsak ett öppet busklandskap.